# うつぼ屋
株式会社うつぼ屋（うつぼや）とは、愛媛県松山市の和洋菓子店である。伊狩幸道（現：会長）が1954年（昭和29年）に創業、1994年（平成6年）に長男の詩朗が社長を継いでいる。

## 概要
看板商品である「坊っちゃん団子」をはじめ、「坊っちゃん列車サブレ」・「巴里恋（パリッコ）」等を製造・販売している。なお「巴里恋」は2011年に30年ぶりにリニューアルされ「復刻巴里恋」として復活し販売を開始した。
本社は松山市北部の国道196号沿道にあるが、商品は市内の土産物店・主要駅・港・松山空港の売店等で買い求めることができる。
屋号は古事の「うつぼ船」にちなんだものである。